# Рибольди, Агостино Гаэтано
Агостино Гаэтано Рибольди (итал. Agostino Gaetano Riboldi; 18 февраля 1839, Падерно-Дуньяно, Ломбардо-Венецианское королевство — 25 апреля 1902, Равенна, королевство Италия) — итальянский кардинал. Епископ Павии с 12 марта 1877 по 15 апреля 1901. Архиепископ Равенны с 15 апреля 1901 по 25 апреля 1902. Кардинал-священник с 15 апреля 1901, с титулом церкви Санти-Нерео-эд-Акиллео с 18 апреля 1901.